# Поншато
Поншато (фр. Pontchâteau) ― коммуна на западе Франции, находится в регионе Пеи-де-ла-Луар, департамент Атлантическая Луара, округ Сен-Назер, кантон Поншато. Расположена в 44 км к северо-западу от Нанта и в 59 км к юго-востоку от Вана, на обоих берегах реки Бриве. Через территорию коммуны проходит национальная автомагистраль N165 (E60). На правом берегу реки Бриве находится железнодорожная станция Поншато линии Савене-Ландерно.
Население (2017) — 10 684 человека.

## История
Поселение на месте нынешнего Поншато возникло в XI веке, когда местный сеньор решил построить замок у моста через реку Бриве. От этого замка не осталось никаких следов, но название поселка, означающее в буквальном переводе Замок у моста закрепилось за ним.  Замок был призван охранять доступ с востока в район болот Бриер. Приблизительно в это же время в Поншато был основан приорат. В Средние Века через Поншато проходил один из путей в святой город Сантьяго-де-Компостела.
В XVIII веке в этих местах проповедовал известный миссионер Людовик Гриньон де Монфор. В лесу Мадлен, в 4 километрах к западу от Поншато, он решил возвести кальварию. Работы, начатые в 1709 годы, были завершены через пятнадцать месяцев, но король Людовик XIV по непонятной причине приказал уничтожить ее. В XIX веке на том же месте был построен комплекс сооружений, включающий кальварию, часовню для паломников и реплику Святой лестницы. 
Во время Великой Французской революции город несколько раз переходил из рук республиканских властей к шуанам и обратно без особых проблем для населения. В период Ста дней в Поншато был штаб роялистов. 

## Достопримечательности
- Приходская церковь Святого Мартина XIX века
- Церковь Святого Гийома в деревне Сен-Гийом
- Церковь Святого Роха в деревне Сен-Рох
- Комплекс культовых сооружений на 14 гектарах: кальвария, часовня, реплика Святой лестницы, гроты
- Дольмен Фюзо-де-ла-Мадлен
- Ипподром Ла-Мадлен

## Экономика
Структура занятости населения:
- сельское хозяйство — 1,1 %
- промышленность — 23,4 %
- строительство — 5,0 %
- торговля, транспорт и сфера услуг — 38,4 %
- государственные и муниципальные службы — 32,1 %

Уровень безработицы (2017 год) — 11,2 % (Франция в целом — 13,4 %, департамент Атлантическая Луара — 11,6 %). 

Среднегодовой доход на 1 человека, евро (2017 год) — 21 460 (Франция в целом — 21 110, департамент Атлантическая Луара — 21 910).

## Демография
Динамика численности населения, чел.

## Администрация
Пост мэра Поншато с 2014 года занимает Даниэль Корне (Danielle Cornet), член Совета департамента Атлантическая Луара от кантона Поншато. На муниципальных выборах 2020 года она была единственным кандидатом.
| Период | Период | Фамилия       | Партия                                           | Примечания                                                                      |
| ------ | ------ | ------------- | ------------------------------------------------ | ------------------------------------------------------------------------------- |
| 1973   | 1989   | Ив Менье      | Разные правые Объединение в поддержку Республики |                                                                                 |
| 1989   | 2002   | Доминик Давид | Разные правые                                    | фармацевт, член Генерального совета департамента                                |
| 2002   | 2014   | Бернар Клоэ   | Разные правые                                    | специалист по информационным технологиям, член Генерального совета департамента |
| 2014   |        | Даниэль Корне | Разные левые                                     | маркетолог, член Совета департамента                                            |

## Города-побратимы
- Нассау, Германия

## Знаменитые уроженцы
- Жак Деми (1931-1990), кинорежиссёр и сценарист, представитель «Новой волны»

## Галерея

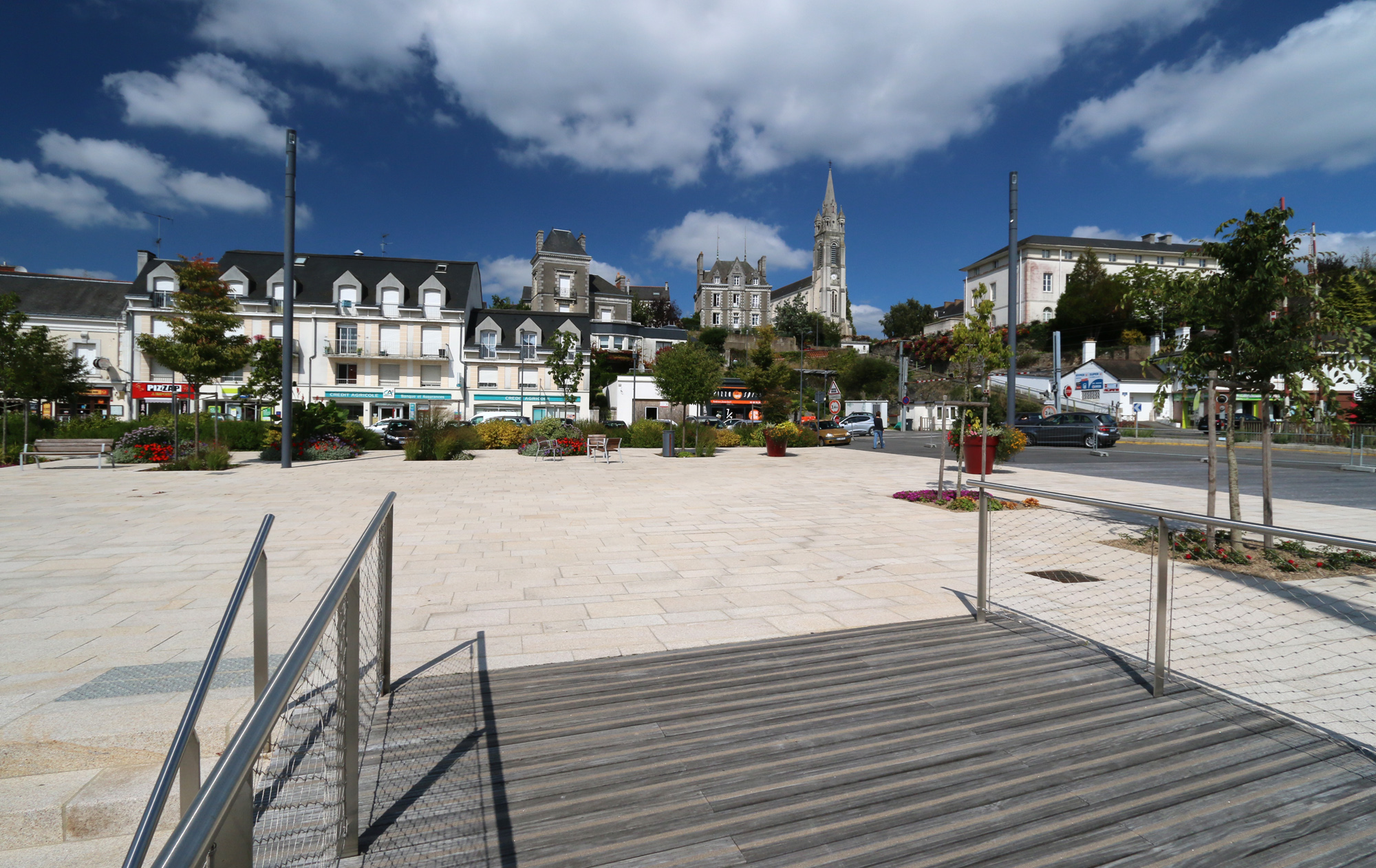
Площадь в центре города
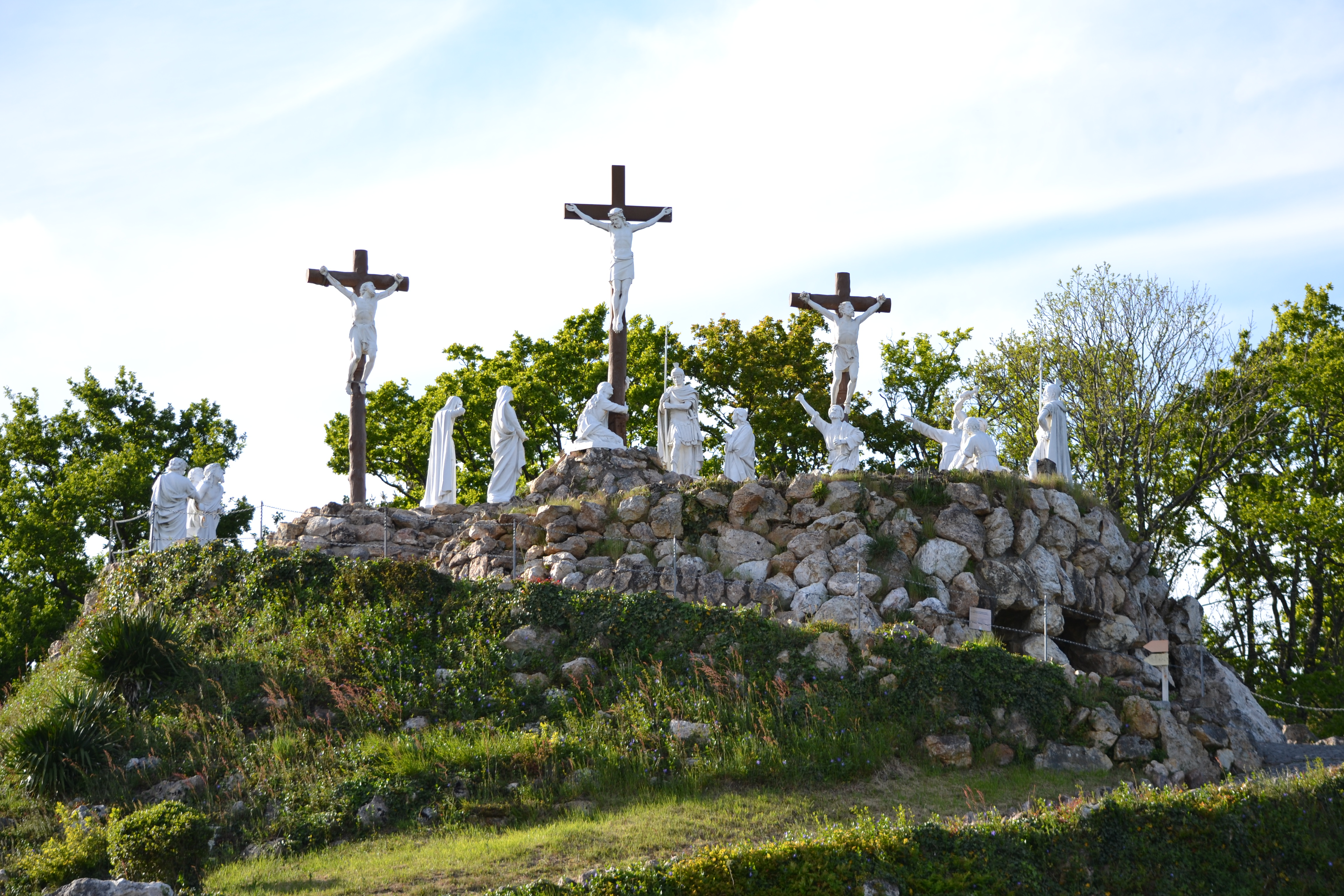
Кальвария
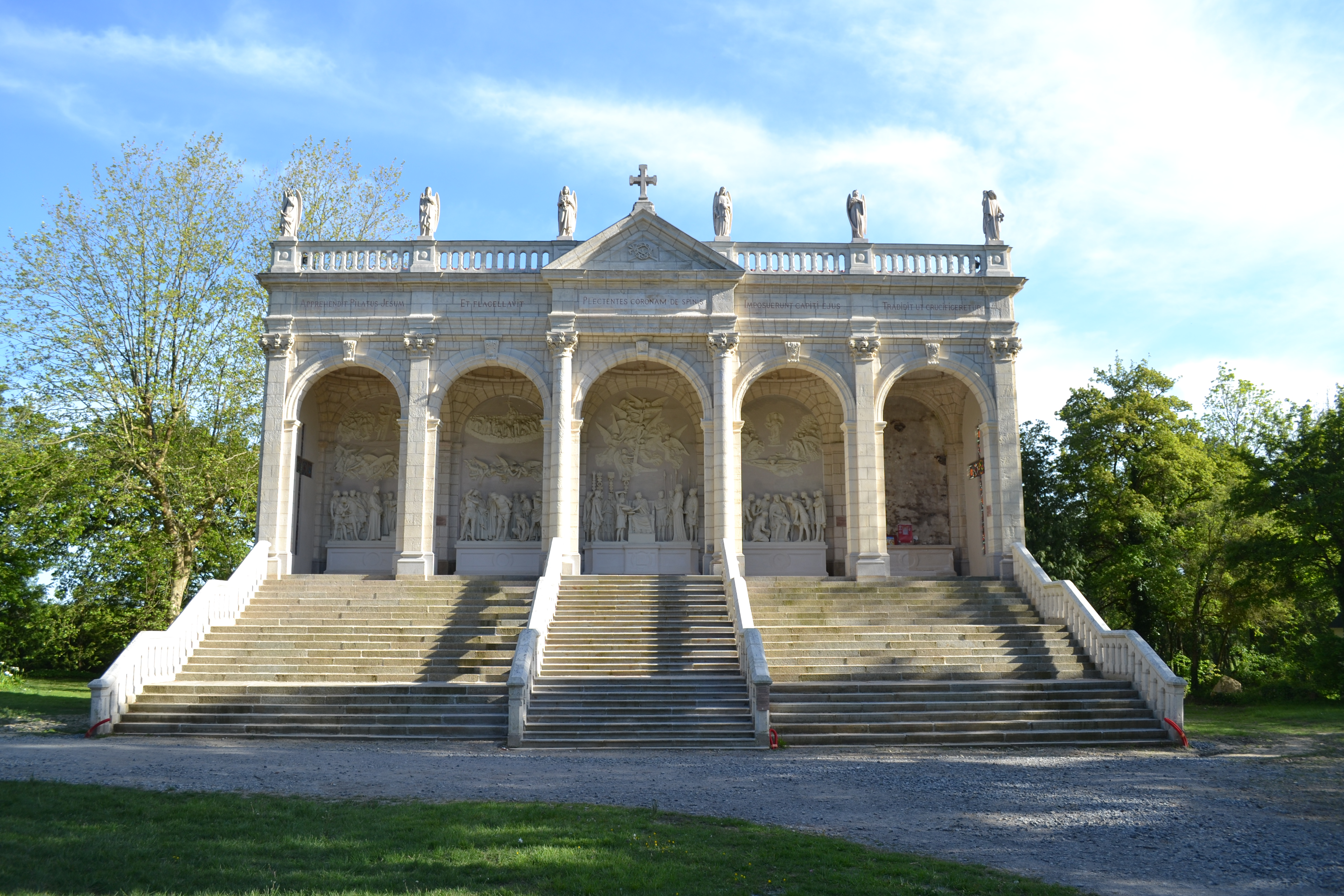
Святая лестница
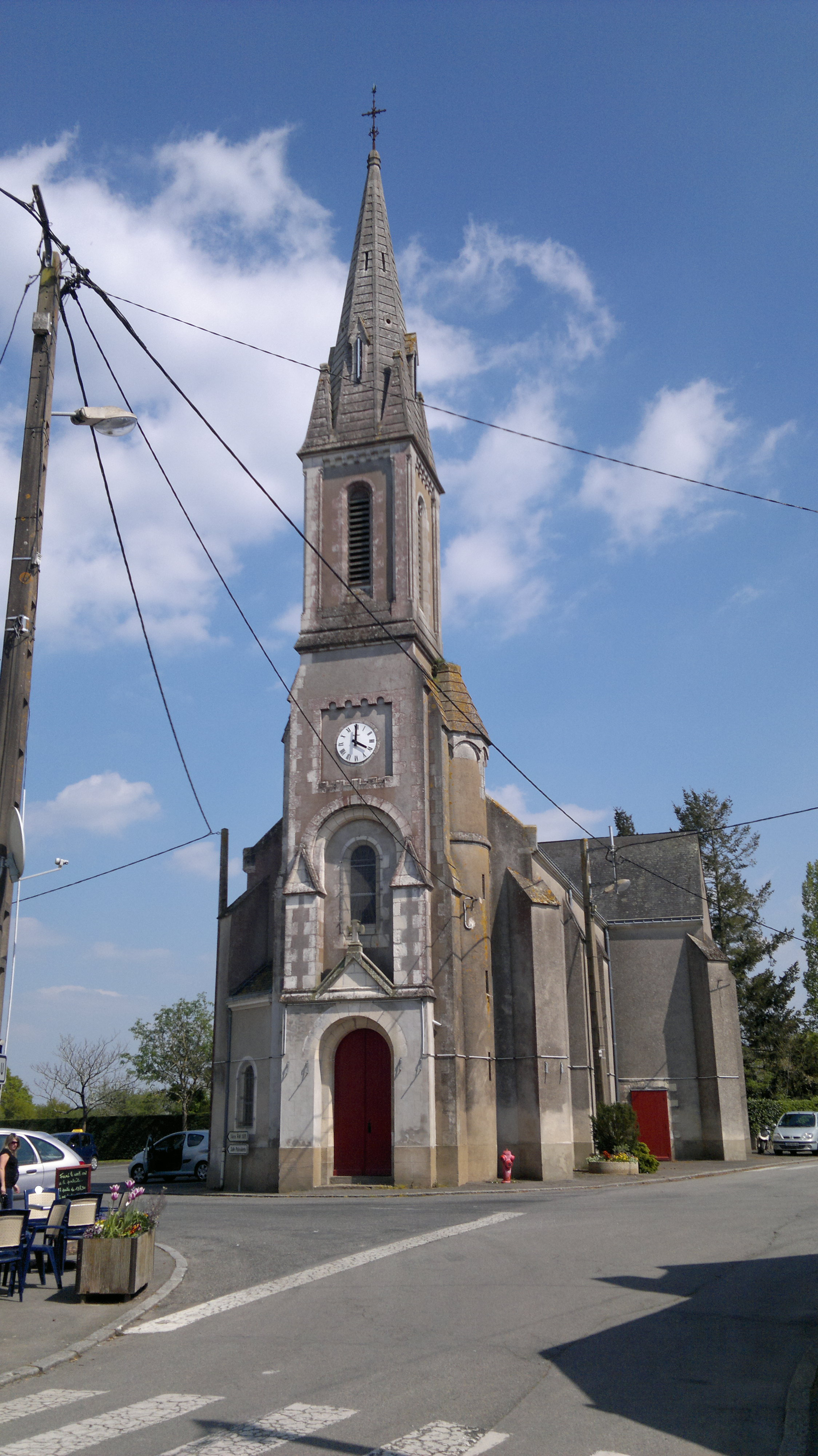
Церковь Святого Роха
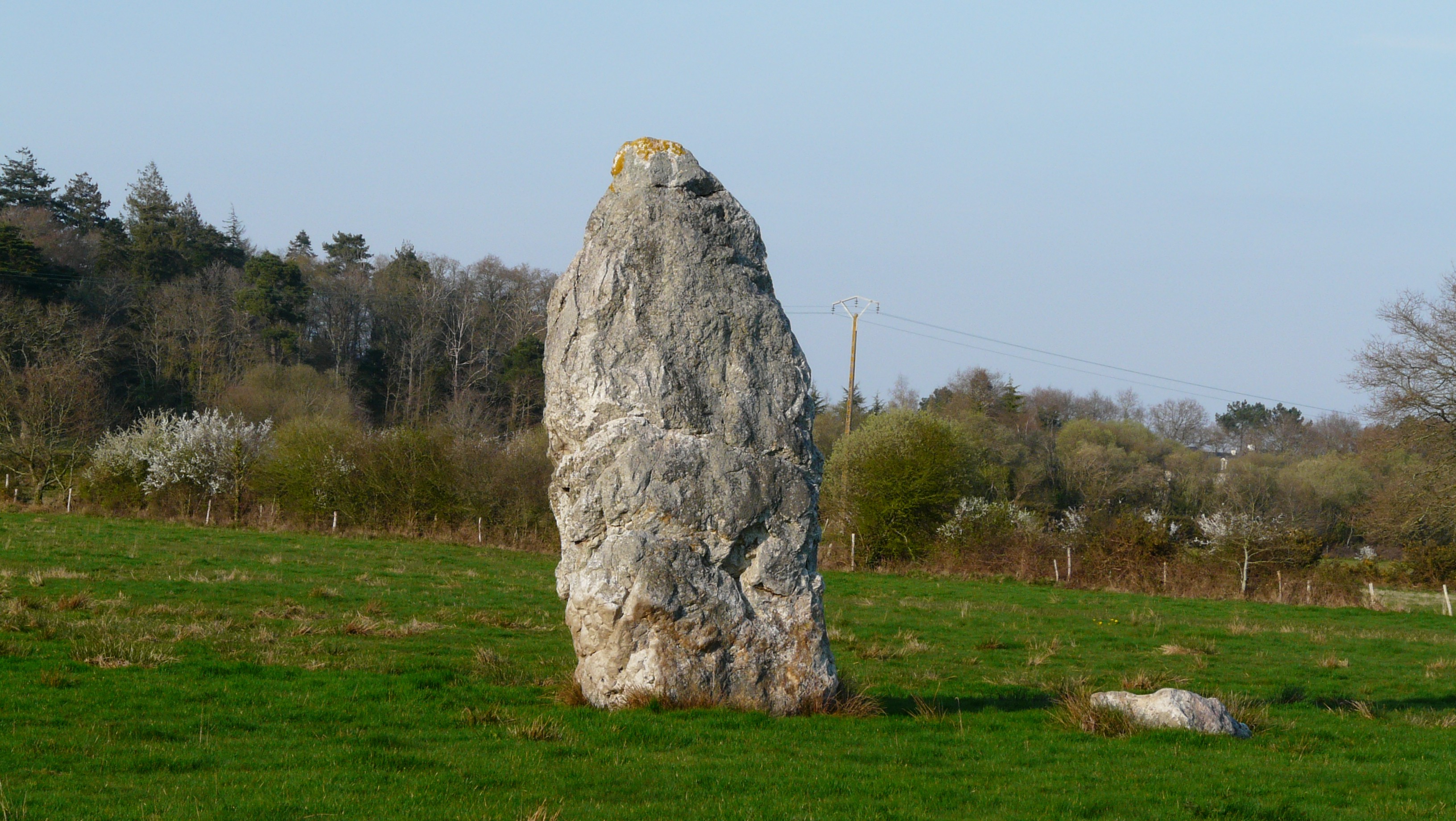
Дольмен Фюзо-де-ла-Мадлен